# Topoľčianky
Topoľčianky é um município da Eslováquia, situado no distrito de Zlaté Moravce, na região de Nitra. Tem 26,33 km² de área e sua população em 2018 foi estimada em 2.636 habitantes.

## Demografia
| Ano:        | 1994 | 2004   | 2014   | 2024   |
| ----------- | ---- | ------ | ------ | ------ |
| Broj ljudi: | 2935 | 2877   | 2705   | 2608   |
| Razlika:    |      | -1,97% | -5,97% | -3,58% |

| Ano:               | 2023 | 2024   |
| ------------------ | ---- | ------ |
| Número de pessoas: | 2617 | 2608   |
| Diferença:         |      | -0,34% |